# Daniel Lowey
Daniel McDonald Lowey (Ramsey, 28 ottobre 1878 – Liverpool, 7 aprile 1951) è stato un tiratore di fune britannico.

## Biografia
Ha partecipato ai Giochi olimpici di Londra del 1908, dove ha vinto, con la squadra della Liverpool Police, la medaglia d'argento nel tiro alla fune, perdendo la finale con la squadra britannica della City of London Police.

## Palmarès
In carriera ha conseguito i seguenti risultati:
- Giochi olimpici

Londra 1908: argento nel tiro alla fune.